# Juntiweden
Juntiweden is een bestuurslaag in het regentschap Indramayu van de provincie West-Java, Indonesië. Juntiweden telt 3659 inwoners (volkstelling 2010).